# دستگیری شاهزاده دیپونگورو
دستگیری شاهزاده دیپونگورو (اندونزیایی: Penangkapan Pangeran Diponegoro) نام یک نقاشی تاریخی از رادن صالح، به‌سال میلادی است که ماجرای تسلیم‌شدن و دستگیری دیپونگورو، شاهزادهٔ جاوه‌ای مخالف استعمار امپراتوری هلند را به‌تصویر کشیده‌است.
در این واقعه تاریخی، شاهزاده دیپونگورو که نقش مهمی در جنگ جاوه داشت، مجبور شد تا به ژنرال هندریک مارکوس دی کوک (en)، فرماندهٔ نیروهای هلندی تسلیم‌شود. دیپونگورو در اندونزی یک قهرمان ملی است.